# Caso Amistad (1841)
O Caso Amistad (1841) foi um processo judicial julgado pela Suprema Corte dos Estados Unidos na sequência da rebelião de africanos a bordo da escuna espanhola La Amistad em 1839. Foi um processo incomum no contexto de processos judiciais instaurados por escravos para reivindicar a sua liberdade. O processo envolveu diplomacia internacional, bem como a lei dos Estados Unidos. Segundo o historiador Samuel Eliot Morison, em 1969, este foi o mais importante processo judicial no contexto da escravidão nos Estados Unidos antes de ser eclipsado pelo caso de Dred Scott em 1857.
O La Amistad navegava ao longo da costa de Cuba a caminho de um porto para revender os escravizados a bordo. Os africanos, do povo Mende, tinham sido sequestrados na região de Serra Leoa, na África Ocidental, ilegalmente vendidos como escravos e transportados para Cuba. Estes conseguiram retirar as manilhas, tomando o navio após matarem o capitão e o cozinheiro. Dois outros membros da tripulação escaparam em um bote. Os Mende exigiram aos dois navegadores espanhóis que sobreviveram que os levassem de volta para a África. Porém, os navegadores os enganaram e durante a noite navegaram para norte. O La Amistad foi apreendido próximo da costa de Long Island por um navio do Serviço 
de Fiscalização Alfandegária, predecessor da Guarda Costeira e os tripulantes foram detidos. Os processos judiciais decorridos no tribunal Distrital Federal de Nova Iorque e, mais tarde, na Suprema Corte em Washington, D.C., em 1841, que tratavam de questões internacionais, foram objeto de ampla divulgação, desta forma ajudando o movimento abolicionista no país.
Em 1840, um tribunal distrital federal considerou que o transporte dos africanos sequestrados através do Oceano Atlântico no navio negreiro português Tecora constituia uma violação de leis em vigor nos Estados Unidos contra o tráfico de escravos. O tribunal determinou que os cativos agiram na condição de livres quando lutaram para escapar do sequestro e detenção ilegal. O tribunal determinou que os africanos tinham o direito de tomar quaisquer medidas legais necessárias para garantir a liberdade, incluindo o uso da força. Sob pressão internacional e do sul do país, o então presidente Martin Van Buren ordenou uma interposição de recurso para o Supremo Tribunal. O tribunal confirmou a decisão do tribunal de primeira instância em 9 de março de 1841 e autorizou a libertação dos Mende, mas anulou uma segunda ordem judicial do tribunal de primeira instância que os Mende fossem enviados para África às custas do governo. Apoiadores da causa dos Mendes conseguiram alojamento temporário para os africanos em Farmington, Connecticut e angariaram recursos para a viagem de volta. Em 1842, os 35 que quiseram retornar à África, junto de missionários cristãos norte-americanos, foram transportados de navio para a Serra Leoa.

## Histórico

### Rebelião no mar e captura

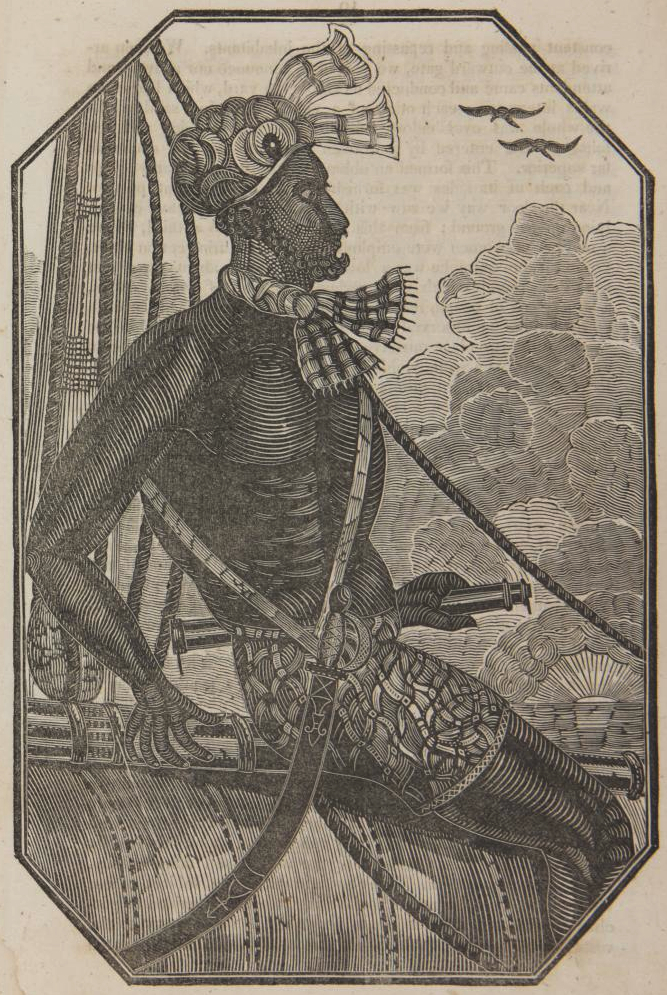
Sengbe Pieh, líder da rebelião a bordo do La Amistad, imaginado como um muçulmano (1839).

Em 27 de junho de 1839, o navio espanhol La Amistad ("Amizade"), partiu do porto de Havana, em Cuba, rumo à província de Camagüey, também em Cuba, antes chamada de Província de Porto Príncipe. Os oficiais do navio eram o capitão Ramón Ferrer, José Ruiz e Pedro Montes, todos de nacionalidade espanhola. Junto de Ferrer ia Antonio um homem escravizado por Ferrer que trabalhava como seu servo pessoal. Ruiz transportava 49 africanos que lhe haviam sido confiados pelo governador-geral de Cuba. Montez mantinha quatro africanos adicionais, também confiados a ele pelo governador-geral.
Como a viagem normalmente levava apenas quatro dias, a tripulação havia trazido rações para quatro dias e não havia previsto o forte vento contrário que desacelerou a escuna. Em 2 de julho de 1839, um dos africanos, Joseph Cinqué, nome original Sengbe Pieh, conseguiu se libertar e aos outros cativos por meio de uma lima encontrada e guardada por uma das mulheres que estivera com eles no Tecora, o navio português que os havia transportado ilegalmente como escravos da África Ocidental para Cuba.
Os Mende mataram o cozinheiro da embarcação, Celestino, que lhe disse que eles seriam mortos e depois devorados por seus captores. Eles também mataram o capitão Ferrer e a luta armada que se seguiu resultou na morte de dois africanos. Dois marinheiros conseguiram fugir em um bote salva-vidas. Os Mende pouparam a vida dos dois espanhóis que poderiam navegar o navio, José Ruiz e Pedro Montez, se eles colocassem o navio rumo ao leste através do Oceano Atlântico de volta para a África. Eles também pouparam a vida de Antonio, de origem creole e o usaram como intérprete para falar com Ruiz e Montez.
A tripulação enganou os africanos e encaminhou o La Amistad para o norte ao longo da costa leste dos Estados Unidos, onde o navio foi avistado repetidamente. Eles lançaram âncora cerca de 800 metros a leste de Long Island em 26 de agosto de 1839, onde alguns africanos foram para terra firme em busca de água e provisões. O navio foi descoberto por uma embarcação do Serviço Alfandegário, o USRC Washington. O comandante, tenente Thomas R. Gedney, viu alguns africanos em terra e com o auxílio de dois de seus oficiais e tripulação assumiu a custódia do La Amistad e dos africanos.
O navio e os africanos foram levados para o porto de New London, Connecticut, onde Gedney apresentou uma petição por escrito de seus direitos de propriedade sob a lei internacional do almirantado pelo salvamento do navio, da carga e dos africanos. Gedney teria escolhido aquele porto especificamente porque a escravidão ainda era legal, ainda que apenas no papel, já que o estado vinha gradualmente implantando a lei abolicionista, diferente do estado de Nova York. Ele esperava poder lucrar com a venda dos africanos. Gedney transferiu os africanos capturados para a custódia do Tribunal Distrital dos Estados Unidos para o Distrito de Connecticut, onde os procedimentos legais começaram.

### As partes
- Tenente Thomas R. Gedney entrou com um processo pela lei do almirantado por ter resgatado os africanos cativos e a carga a bordo do La Amistad reclamando-os como sua propriedade recuperada em alto mar.[1]
- Henry Green e Pelatiah Fordham entraram com um processo de difamação e alegaram que foram os primeiros a descobrir "La Amistad".[1]
- José Ruiz e Pedro Montes entraram com difamação solicitando que seus bens de "escravos" e carga lhes fossem devolvidos.[1]
- O promotor-geral federal para o Distrito de Connecticut, representando o governo espanhol, entrou com um pedido para que os escravizados, a carga e o navio fossem devolvidos à Espanha como sua propriedade.[1]
- Antonio Vega, vice-cônsul da Espanha, processou o "escravo Antonio" sob a alegação de que o homem era sua propriedade pessoal.[1]
- Os africanos negaram que fossem escravos ou propriedade e argumentaram que a corte não poderia "devolvê-los" ao controle do governo da Espanha.[1]
- José Antonio Tellincas, e Aspe e Laca, súditos da Espanha e mercadores de Cuba, apresentaram reivindicações por certas mercadorias que estavam a bordo do Amistad quando tomadas pelo tenente Gedney; negando todas as reivindicações de salvamento e pedindo que a propriedade lhes fosse restituída.[1]

### A pressão britânica
Como os britânicos haviam firmado um tratado com a Espanha proibindo o comércio de escravos ao norte do equador, eles consideravam uma questão de direito internacional que os Estados Unidos libertassem os africanos. Os britânicos fizeram pressão diplomática, invocando o Tratado de Ghent com os Estados Unidos, que conjuntamente reforçava suas respectivas proibições contra o comércio internacional de escravos.
Enquanto a batalha legal continuava, o Dr. Richard Robert Madden, "que serviu em nome da comissão britânica para suprimir o tráfico de escravos africanos em Havana", chegou para testemunhar. Em depoimento, ele disse "que cerca de vinte e cinco mil escravos eram trazidos para Cuba todos os anos - com o cumprimento indevido e lucro pessoal de funcionários espanhóis".
Madden também disse ao tribunal "que suas investigações revelaram que os réus foram trazidos diretamente da África e não poderiam ser residentes de Cuba", como alegaram os espanhóis. Madden, que mais tarde teve uma audiência com a rainha Vitória sobre o caso, conversou com o ministro britânico em Washington, D.C., Henry Stephen Fox, que pressionou o secretário de Estado dos Estados Unidos, John Forsyth, em nome "do governo de sua majestade".
Fox assim escreveu: 
| “ | (...) a Grã-Bretanha também é obrigada a lembrar que a lei da Espanha, que finalmente proibiu o tráfico de escravos em todos os domínios espanhóis, a partir da data de 30 de maio de 1820, cujas disposições estão contidas na carta régia espanhola de 19 de dezembro foi aprovada, em cumprimento de uma obrigação para a efetivação do tratado, pela qual a Coroa de Espanha se vinculava à Coroa da Grã-Bretanha, e pela qual uma valiosa compensação, em contrapartida, foi dada pela Grã-Bretanha à Espanha; como pode ser visto por referência aos artigos 2º, 3º e 4º de um tratado público celebrado entre a Grã-Bretanha e a Espanha em 23 de setembro de 1817. A seguir, deve-se observar que a Grã-Bretanha e os Estados Unidos se comprometeram mutuamente, pelo artigo 10 do Tratado de Gante, a usar seus melhores esforços para a abolição total do comércio de escravos africanos; e não pode haver dúvida da firme intenção de ambas as partes de cumprir religiosamente os termos desse compromisso. Agora, os infelizes africanos cujo caso é o assunto da presente representação, foram lançados por circunstâncias acidentais nas mãos das autoridades do governo dos Estados Unidos; se essas pessoas devem recuperar a liberdade a que têm direito, ou se devem ser reduzido à escravidão, em violação de leis conhecidas e contratos passados publicamente, proibindo a continuação do tráfico de escravos africanos por súditos espanhóis. É nestas circunstâncias que o Governo de Sua Majestade espera ansiosamente que o Presidente dos Estados Unidos se encontre habilitado a tomar as medidas, em nome dos supracitados africanos, que lhes garantam a posse da sua liberdade, à qual, sem dúvida, eles têm direito por lei. | ” |

### A defesa espanhola
O secretário de Estado Forsyth solicitou ao ministro espanhol, Chevalier de Argaiz, "uma cópia das leis agora em vigor na ilha de Cuba relativas à escravidão. Em resposta, a Capitania-Geral de Cuba enviou a Argaiz "tudo sobre o assunto, que estava determinado desde o tratado concluído em 1818 entre Espanha e Inglaterra". O ministro também expressou consternação pelo fato de os africanos ainda não terem sido devolvidos ao controle espanhol.
Os espanhóis argumentaram que apenas um tribunal espanhol poderia ter jurisdição sobre o caso. O ministro afirmou: "Não compreendo, de fato, como um tribunal de justiça estrangeiro pode ser considerado competente para ter conhecimento de uma infração cometida a bordo de um navio espanhol, por súditos espanhóis, e contra súbditos espanhóis, nas águas do um território espanhol; pois foi cometido nas costas desta ilha, e sob a bandeira desta nação”.
O ministro também comentou que os espanhóis haviam recentemente devolvido marinheiros norte-americanos "pertencentes à tripulação do navio americano William Engs", que haviam julgado a pedido de seu capitão e do cônsul norte-americano. Os marinheiros foram considerados culpados de motim e condenados a "quatro anos de confinamento em uma fortaleza".
Outros marinheiros norte-americanos haviam protestado, e quando o embaixador norte-americano levantou a questão com os espanhóis, em 20 de março de 1839, "Sua Majestade, levando em consideração todas as circunstâncias, decidiu que os referidos marinheiros deveriam ser colocados à disposição do cônsul norte-americano, visto que o delito foi cometido em um dos navios e sob a bandeira de sua nação, e não em terra”. Os espanhóis perguntaram como os Estados Unidos reagiriam se tivesse exigido que os marinheiros de um navio americano fossem entregues a eles, apesar de estarem em um porto espanhol, se eles poderiam agora julgar os amotinados espanhóis.
Os espanhóis sustentavam que, assim como os Estados Unidos haviam encerrado a importação de escravos africanos, mas mantinham uma população doméstica legal, Cuba também o fizera. Cabia aos tribunais espanhóis determinar "se os negros em questão" eram escravos legais ou ilegais sob a lei espanhola, "mas nunca esse direito pode pertencer com justiça a um país estrangeiro".
Os espanhóis também a que, argumentaram que ,mesmo que se acreditasse que os africanos estavam sendo mantidos como escravos em violação do "celebrado tratado de humanidade concluído entre a Espanha e a Grã-Bretanha em 1835", seria uma violação das "leis da Espanha; e a o governo espanhol, sendo tão escrupuloso quanto qualquer outro na manutenção da estrita observância das proibições impostas ou das liberdades que lhe são concedidas a seus súditos, castigará severamente aqueles que faltarem em seus deveres”.
Os espanhois apontaram que, sob a lei norte-americana, a jurisdição sobre uma...
| “ | (...) embarcação em alto mar, em tempo de paz, engajada em uma viagem legal, está, de acordo com as leis das nações, sob a jurisdição exclusiva do Estado ao qual sua bandeira pertence; tanto quanto se constituísse uma parte de seu próprio domínio. (...) se tal navio ou embarcação for forçado, devido ao mau tempo, ou outra causa inevitável, a entrar no porto e sob a jurisdição de uma potência amiga, ele, sua carga e pessoas a bordo, com seus bens, e todos os direitos pertencentes às suas relações pessoais, conforme estabelecido pelas leis do Estado a que pertencem, seriam colocados sob a proteção que as leis das nações estendem aos desafortunados em tais circunstâncias. | ” |

Os espanhóis exigiram que os Estados Unidos "aplicassem esses princípios adequados ao caso da escuna Amistad". Eles foram ainda mais encorajados de que sua opinião venceria pelo senador norte-americano John C. Calhoun e pelo Comitê de Relações Exteriores do Senado em 15 de abril de 1840, emitindo uma declaração anunciando a completa "conformidade entre as opiniões do Senado e os argumentos apresentados pelo Ministro espanhol Chevalier de Argaiz" sobre "La Amistad".

### Aplicação da lei
Os espanhóis classificaram os africanos como propriedade para que o caso se enquadrasse no Tratado de Madrid de 1795. Eles protestaram quando o juiz William Jay interpretou uma declaração de seu ministro como parecendo exigir "a entrega dos negros apreendidos a bordo da escuna Amistad, como assassinos, e não como propriedade, ou seja, fundamentando sua demanda no direito das gentes, e não no tratado de 1795.
O governo espanhol destacou que a declaração a que William Jay se referia era uma do ministro espanhol "falando do crime cometido pelos negros [revolta dos escravos] e da punição que eles merecem". Eles continuaram apontando que o ministro havia declarado que um pagamento para compensar os proprietários "seria uma compensação pequena; pois embora a propriedade permanecesse, como deveria permanecer, intacta, a vingança pública seria frustrada".
O juiz Jay discordou do pedido do ministro espanhol para que os africanos fossem entregues às autoridades espanholas, o que parecia implicar que eles eram fugitivos ao invés de se comportarem mal, já que o tratado de 1795 afirmava que a propriedade deveria ser devolvida diretamente ao controle de seus proprietários. Os espanhóis negaram que isso significasse que o ministro havia renunciado à alegação de que eles eram propriedade.
Ao insistir que o caso se enquadrava no tratado, os espanhóis estavam invocando a cláusula de supremacia da Constituição dos Estados Unidos, que colocaria as cláusulas do tratado acima das leis estaduais de Connecticut ou Nova York, para onde o navio havia sido levado sob custódia, "ninguém que respeite as leis do país deve se opor à execução do tratado, que é a lei suprema do país." O caso já estava no tribunal distrital federal.
Os espanhóis também procuraram evitar falar sobre o direito das nações, pois alguns de seus oponentes argumentaram que incluía o dever dos Estados Unidos de tratar os africanos com a mesma deferência que seria concedida a qualquer outro marinheiro estrangeiro.
John Quincy Adams argumentaria exatamente isso perante a Suprema Corte em 1841:
| “ | Os africanos estavam na posse e tinham o direito presumido de propriedade; estavam em paz com os Estados Unidos: (...) não eram piratas; eles estavam retornando para suas terras nativas(...) o navio era deles, e estando em comunicação imediata com a costa, estava no território do estado de Nova York; ou, se não, pelo menos metade do número estava realmente no solo de Nova York, e com direito a todas as disposições do direito das nações, e à proteção e conforto que as leis desse estado garantem a todo ser humano dentro de seus limites. | ” |

Quando pressionados com questões relativas ao direito das nações, os espanhóis se referiram a um conceito de Hugo Grócio, que é creditado como um dos criadores do direito das nações. Especificamente, eles observaram que "o uso, então, de exigir fugitivos de um governo estrangeiro, está confinado (...) a crimes que afetam o governo e são de atrocidade extrema".

## Processos judiciais iniciais

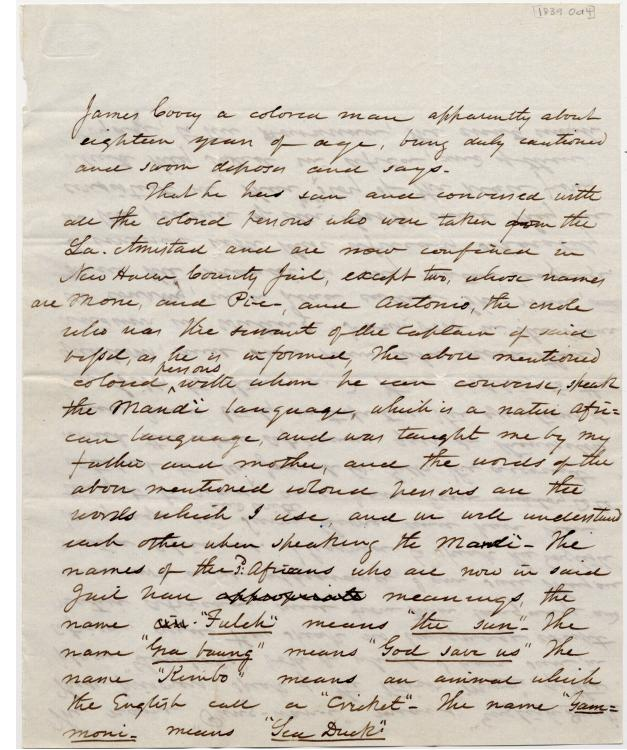
Primeira página do depoimento de James Covey sobre os prisioneiros do La Amistad detidos na prisão de New Haven, em Connecticut, 4 de outubro de 1839

Um caso perante o tribunal de circuito em Hartford, Connecticut, foi arquivado em setembro de 1839, acusando os africanos de motim e assassinato em "La Amistad". O tribunal decidiu que não tinha jurisdição, porque os supostos atos ocorreram em um navio espanhol em águas espanholas. Ele foi registrado nos livros de registro do tribunal federal como Estados Unidos v. Cinque, et al..
Várias partes entraram com reivindicações de propriedade no tribunal distrital para muitos dos cativos africanos, para o navio e sua carga: Ruiz e Montez, o tenente Gedney e o capitão Henry Green (que conheceu os africanos enquanto estava em terra em Long Island e alegou ter ajudado na sua captura). O governo espanhol pediu que o navio, carga e escravos fossem devolvidos à Espanha sob o Tratado de Madrid de 1795 entre a Espanha e os Estados Unidos. O artigo 9º do tratado estabelecia que "todos os navios e mercadorias de qualquer natureza, que forem resgatados das mãos de piratas ou ladrões em alto mar, (...) serão devolvidos, intactos, ao verdadeiro proprietário". Os Estados Unidos entraram com uma reclamação em nome da Espanha.
O movimento abolicionista formou o "Comitê Amistad", chefiado pelo comerciante de Nova York, Lewis Tappan, e arrecadou dinheiro para montar uma defesa dos africanos. Inicialmente, a comunicação com os africanos era difícil, pois não falavam inglês nem espanhol. O linguista e professor J. Willard Gibbs, Sr. aprendeu com os africanos a contar até dez em sua língua mende. Ele foi às docas da cidade de Nova York e contou em voz alta na frente dos marinheiros até localizar uma pessoa capaz de entender e traduzir. Lá ele conheceu James Covey, um marinheiro inglês de 21 anos, tripulante do HMS Buzzard. Covey era um ex-escravo da costa oeste da África.
Os abolicionistas apresentaram acusações de agressão, sequestro e cárcere privado contra Ruiz e Montes. Sua prisão na cidade de Nova York em outubro de 1839 indignou os defensores da escravidão e o governo espanhol. Montes imediatamente pagou fiança e foi para Cuba. Ruiz, "mais confortável em um ambiente da Nova Inglaterra (e com direito a muitas comodidades não disponíveis para os africanos), esperava obter mais apoio público permanecendo na prisão. (...) Ruiz, no entanto, logo se cansou de seu estilo de vida martirizado na prisão e como Montes, voltou a Cuba."
Indignado, o ministro espanhol, Cavallero Pedro Alcántara Argaiz, fez "acusações cáusticas contra o sistema judicial norte-americano e continuou a condenar a afronta abolicionista. A prisão de Ruiz só aumentou a raiva de Alcántara, e ele pressionou Forsyth a buscar maneiras de descartar o caso completamente". Os espanhóis consideraram que as fianças que os homens tiveram que adquirir para que pudessem sair da prisão e retornar a Cuba lhes causava um grave encargo financeiro, e "pelo tratado de 1795, nenhum obstáculo ou impedimento [para deixar os Estados Unidos] deveria ter sido colocado" em seu caminho.
Em 7 de janeiro de 1840, todas as partes, com o ministro espanhol representando Ruiz e Montes, compareceram perante o Tribunal Distrital Federal para o Distrito de Connecticut e apresentaram seus argumentos.

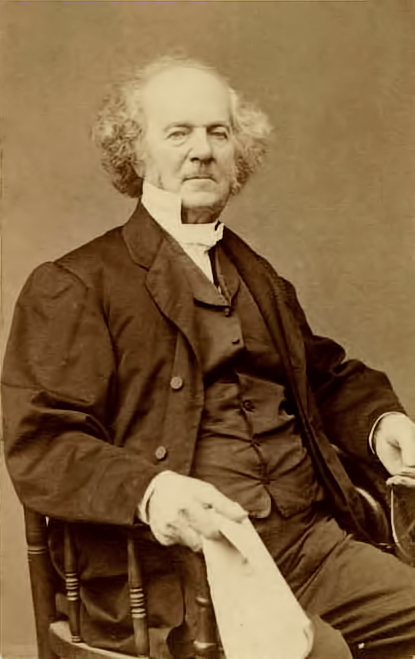
Lewis Tappan, abolicionista evangélico norte-americano e fundador do "comitê Amistad"

O principal argumento dos abolicionistas perante o tribunal distrital era que um tratado entre a Grã-Bretanha e a Espanha em 1817 e um pronunciamento subsequente do governo espanhol haviam proibido o comércio de escravos através do Atlântico. Eles alegaram que os escravos haviam sido capturados em Mendiland (também escrito Mendeland, agora Serra Leoa) na África, vendidos a um comerciante português em Lomboko (sul de Freetown) em abril de 1839, e levado para Havana ilegalmente em um navio português, o Tecora. Os africanos foram vítimas de sequestro ilegal e, portanto, argumentavam os abolicionistas, não eram escravos, mas livres para retornar à África. Seus papéis os identificaram erroneamente como escravos que estavam em Cuba desde antes de 1820 e, portanto, foram considerados como tendo nascido lá como escravos. Eles alegaram que funcionários do governo em Cuba toleravam tais classificações equivocadas.
Preocupado com as relações com a Espanha e suas perspectivas de reeleição no sul dos Estados Unidos, o presidente norte-americano Martin Van Buren, um democrata, ficou ao lado da Espanha. Ele ordenou que a escuna USS Grampus para fosse até o porto de New Haven e devolvesse os africanos a Cuba imediatamente após uma decisão favorável, antes que qualquer recurso pudesse ser julgado.
O tribunal distrital, presidido pelo juiz Andrew T. Judson, decidiu a favor dos abolicionistas e da posição dos africanos. Em janeiro de 1840, ele ordenou que os africanos fossem devolvidos à sua terra natal pelo governo dos Estados Unidos e que um terço de "La Amistad" e sua carga fossem entregues ao tenente Gedney como propriedade de salvamento. (O governo federal proibiu o comércio de escravos entre os Estados Unidos e outros países em 1808; uma lei de 1818, conforme adendo em 1819, previa a devolução de todos os escravos comercializados ilegalmente.) O escravo pessoal do capitão Antonio foi declarado propriedade legítima dos herdeiros do capitão e foi mandado de volta a Cuba. Outras fontes dizem que ele teria fugido para Nova York ou para o Canadá, com a ajuda de um grupo abolicionista.
Especificamente, o Tribunal Distrital decidiu o seguinte:
- Rejeitou a alegação do Procurador dos Estados Unidos, que defendeu em nome do ministro espanhol a restauração dos escravos.[1]
- Rejeitou as alegações de Ruiz e Montez.[1]
- Ordenou que os cativos fossem entregues à custódia do presidente dos Estados Unidos para transporte para a África, pois eram de fato legalmente livres.[1]
- Permitiu que o vice-cônsul espanhol reivindicasse o escravo de Antonio.[1]
- Permitiu que o tenente Gedney reivindicasse um terço da propriedade a bordo do La Amistad.[1]
- Permitiu que Tellincas, Aspe e Laca reivindicassem um terço da propriedade.[1]
- Rejeitou as reivindicações de Green e Fordham para salvamento.[1]

O Procurador dos Estados Unidos para o Distrito de Connecticut, por ordem do presidente Van Buren, recorreu imediatamente à corte federal para o Distrito de Connecticut. Ele contestou todas as partes da decisão do Tribunal Distrital, exceto a concessão do escravo de Antonio ao vice-cônsul espanhol. Tellincas, Aspe e Laca também apelaram para ganhar uma parcela maior do valor residual. Ruiz e Montez e os proprietários de La Amistad não apelaram.
O Tribunal de Apelações do Circuito confirmou a decisão do Tribunal Distrital em abril de 1840. O Procurador dos Estados Unidos apelou do caso do governo federal para a Suprema Corte dos Estados Unidos.

## Argumentos diante da Suprema Corte
Em 23 de fevereiro de 1841, o procurador-geral dos Estados Unidos, Henry D. Gilpin, começou sua argumentação oral diante da Suprema Corte. Gilpin primeiro destacou os papéis de La Amistad, que afirmavam que os africanos eram propriedade espanhola. Gilpin argumentou que a Corte não tinha autoridade para decidir contra a validade dos documentos. Gilpin alegou que se os africanos eram escravos, conforme indicado pelos documentos, eles deveriam ser devolvidos ao seu legítimo proprietário, o governo espanhol. O argumento de Gilpin durou duas horas.
John Quincy Adams, ex-presidente dos Estados Unidos que era então congressista por Massachusetts, concordou em defender os africanos. Quando chegou a hora de sua argumentou, ele disse que se sentia mal preparado. Roger Sherman Baldwin, que já havia representado os africanos em outras ocasiões, abriu a sessão em seu lugar.
Baldwin, um advogado proeminente, afirmou que o governo espanhol estava tentando manipular a Suprema Corte para devolver "fugitivos". Ele argumentou que o governo espanhol buscava a devolução dos escravos que haviam sido libertados pelo tribunal distrital, mas não estava apelando pelo fato de terem sido libertados.
Adams levantou-se para falar em 24 de fevereiro. Ele lembrou ao tribunal que este fazia parte do Poder Judiciário e não do Executivo. Apresentando cópias da correspondência entre o governo espanhol e o secretário de Estado dos Estados Unidos, ele criticou o presidente Martin Van Buren por sua presunção de poderes inconstitucionais no caso:
| “ | Este exame de todos os procedimentos do Executivo fiz com a maior dor, porque era necessário trazê-lo integralmente perante Vossa Excelência, para mostrar que o curso daquele departamento havia sido ditado, em toda parte, não pela justiça, mas pela simpatia – e uma simpatia a mais parcial e injusta. E essa simpatia prevaleceu a tal ponto, entre todas as pessoas envolvidas neste negócio, que perverteu suas mentes em relação a todos os princípios mais sagrados da lei e do direito, nos quais as liberdades dos Estados Unidos são fundadas; e seguiu-se um curso, do início ao fim, que não era apenas um ultraje às pessoas cujas vidas e liberdades estavam em jogo, mas também hostil ao poder e à independência do próprio judiciário. | ” |

Adams argumentou que nem o Tratado de Madrid nem o Tratado de Adams-Onís se aplicavam ao caso. O Artigo IX do Tratado de Madrid referia-se apenas à propriedade e não se aplicava às pessoas. Quanto à decisão no caso The Antelope de 1825, que reconheceu "que a posse a bordo de um navio era evidência de propriedade", Adams disse que também não se aplicava, pois o precedente foi estabelecido antes da proibição do comércio de escravos estrangeiros pelos Estados Unidos. Adams concluiu em 1º de março após oito horas e meia de discurso (o tribunal entrou em recesso após a morte de juiz associado da Suprema Corte Philip Pendleton Barbour).
O procurador-geral Gilpin concluiu as alegações orais com uma refutação de três horas em 2 de março. O tribunal entrou em recesso para considerar o caso logo depois.

## Decisão
Em 9 de março, o juiz adjunto Joseph Story proferiu a decisão da Corte. O Artigo IX do Tratado de Madrid foi considerado inaplicável, uma vez que os africanos em questão nunca foram propriedade legal. Eles não eram criminosos, como argumentou a Procuradoria dos Estados Unidos, mas sim "sequestrados ilegalmente e carregados à força e injustamente a bordo de um certo navio".
Os documentos apresentados pelo procurador-geral Gilpin não eram prova de propriedade, mas sim de fraude por parte do governo espanhol. O tenente Gedney e o USS Washington seriam premiados com o salvamento do navio por terem prestado "um serviço altamente meritório e útil aos proprietários do navio e da carga". Quando o La Amistad ancorou perto de Long Island, no entanto, o tribunal acreditava que ele estava na posse dos africanos a bordo, que nunca tiveram a intenção de se tornar escravos. Portanto, o Tratado de Adams-Onís não se aplicava e, assim, o presidente não era obrigado a devolver os africanos à África.
Em sua decisão, Story escreveu: 

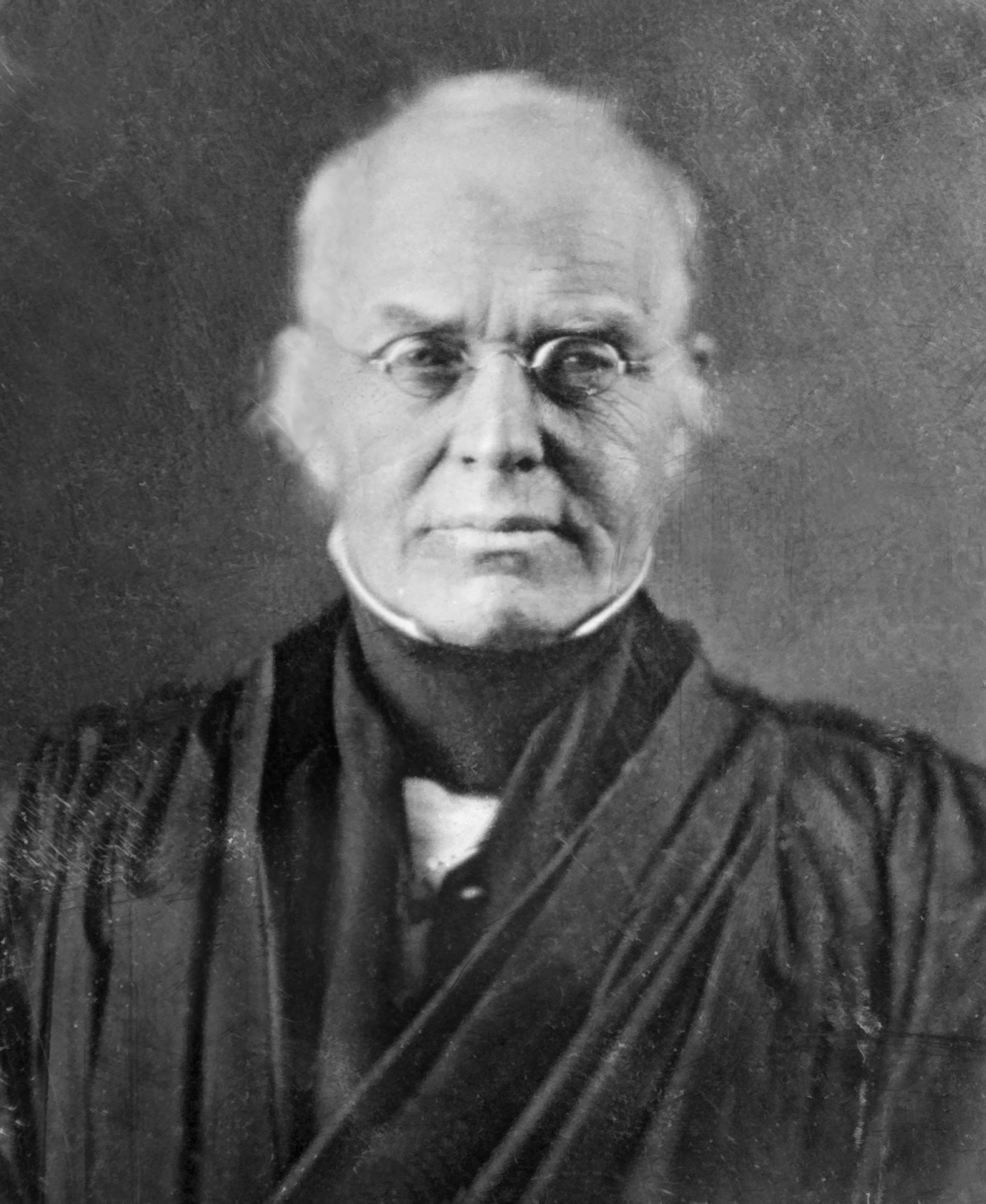
Daguerreótipo de Joseph Story, 1844.

| “ | É também uma consideração muito importante, no presente caso, que não deve ser perdida de vista, que, supondo que esses negros africanos não sejam escravos, mas negros sequestrados e livres, o tratado com a Espanha não pode ser imposto a eles; e os Estados Unidos são obrigados a respeitar seus direitos tanto quanto os dos súditos espanhóis. O conflito de direitos entre as partes, em tais circunstâncias, torna-se positivo e inevitável, devendo ser decidido pelos eternos princípios da justiça e do direito internacional. Se a contestação fosse sobre quaisquer bens a bordo deste navio, aos quais os cidadãos americanos reivindicassem um título, o que foi negado pelos requerentes espanhóis, não haveria dúvida sobre o direito de tais cidadãos americanos litigarem suas reivindicações perante qualquer tribunal americano competente,apesar do tratado com a Espanha. A fortiori, a doutrina deve se aplicada onde a vida e a liberdade humanas estão em questão, e constituem a própria essência da controvérsia. O tratado com a Espanha nunca poderia ter pretender a tirar os direitos iguais de todos os estrangeiros, que deveriam contestar suas reivindicações perante qualquer um de nossos tribunais, a uma justiça igual; ou privar tais estrangeiros da proteção que lhes é conferida por outros tratados ou pelo direito geral das nações. Sobre o mérito do caso, então, não nos parece haver qualquer motivo para dúvida de que esses negros devem ser considerados livres; e que o tratado espanhol não interpõe nenhum obstáculo à justa afirmação de seus direitos... Quando o Amistad chegou, [a embarcação] estava de posse dos negros, afirmando sua liberdade; e em nenhum sentido eles poderiam pretender se portar aqui, como escravos, ou para serem vendidos como escravos. Nesta visão do assunto, essa parte do decreto do tribunal distrital é insustentável e deve ser revertida. A visão que foi assim tomada deste caso, sobre o mérito, sob o primeiro ponto, torna totalmente desnecessário para nós dar qualquer opinião sobre o outro ponto, quanto ao direito dos Estados Unidos de intervir neste caso no maneira já declarada. Rejeitamos isso, portanto, bem como vários pontos menores feitos no argumento... No geral, nossa opinião é que o decreto do tribunal de circuito, afirmando o do tribunal distrital, deve ser confirmado, exceto no que diz respeito a que os negros sejam entregues ao presidente, para serem transportados para a África, em cumprimento da lei de 3 de março de 1819; e quanto a isso, deve ser revertido: e que os referidos negros sejam declarados livres, e sejam libertados da custódia do tribunal, e saiam sem demora. | ” |

## Consequências e importância

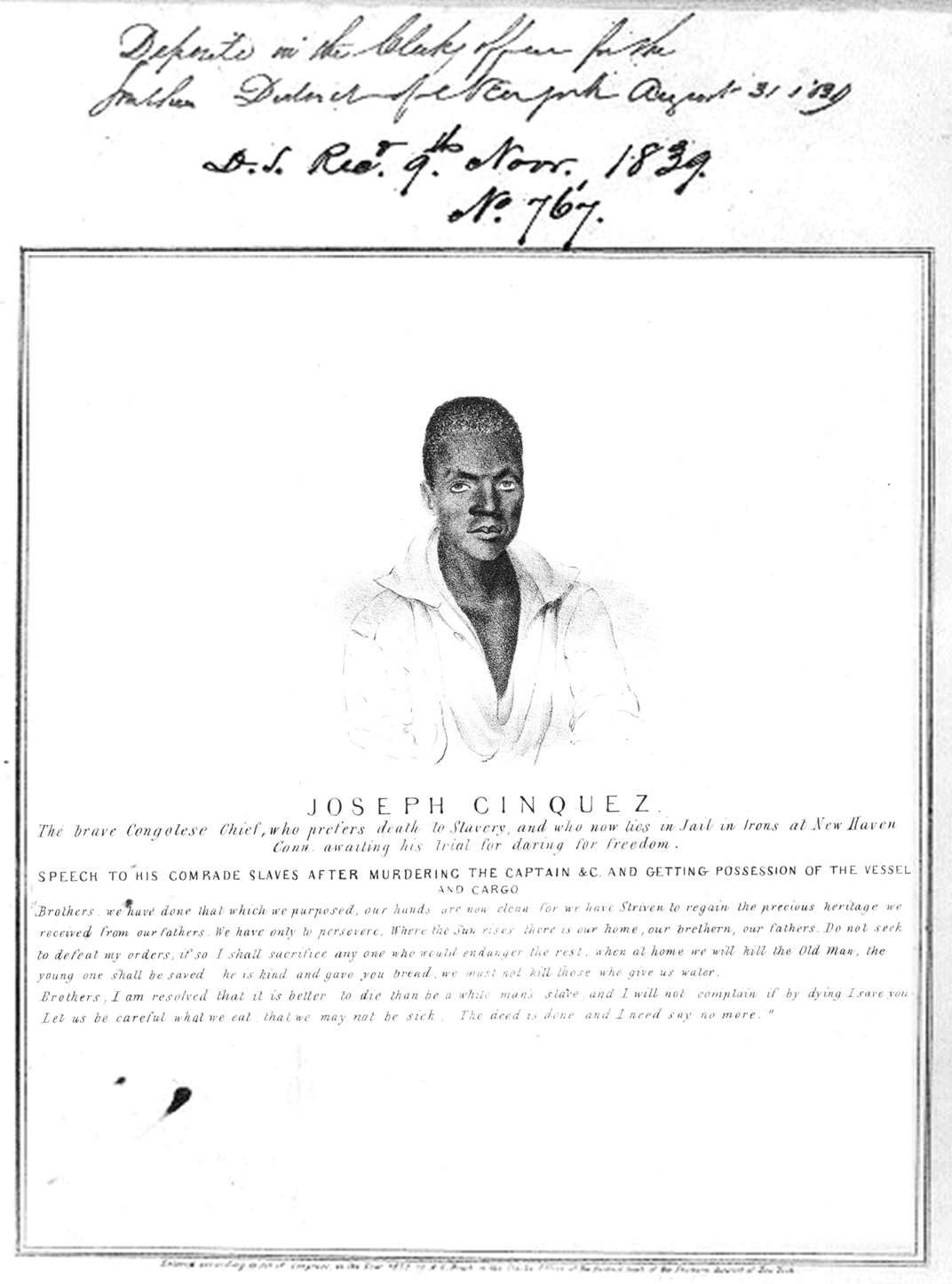
Gravura de Cinqué publicada no jornal The New York Sun em 31 de agosto de 1839

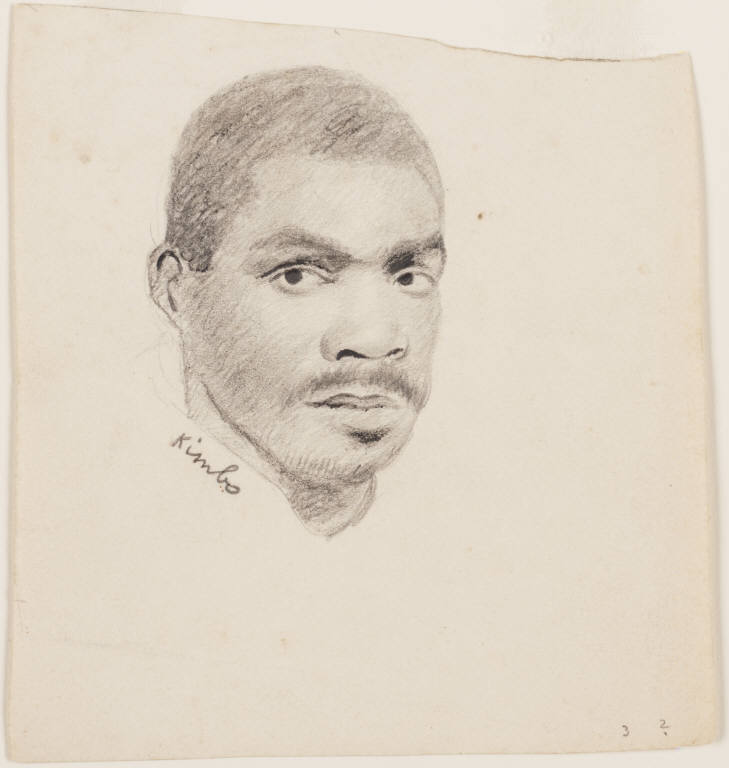
Retrato de Kimbo, um dos 36 homens à bordo do La Amistad, c. 1839–1840

Os africanos receberam com alegria a notícia da decisão da Suprema Corte. Abolicionistas levaram os sobreviventes do navio - 36 homens e meninos e três meninas - para Farmington, uma pequena cidade considerada na época a "Grande Estação" da Underground Railroad. Seus moradores concordaram em deixar os africanos lá até que pudessem retornar à sua terra natal. Algumas famílias os acolheram; os apoiadores também forneceram acomodações para eles.
O Comitê Amistad instruiu os africanos em inglês e no cristianismo e levantou fundos para pagar seu retorno para casa. Um missionário era James Steele, formado pelo Oberlin College, ex-membro dos Lane Rebels, um grupo de seminaristas que se tornaram abolicionistas radicais e se voltaram contra suas famílias no sul dos Estados Unidos.
| “ | Em 1841, ele se juntou à Missão Amistad, que devolveu escravos libertos à África e trabalhou para estabelecer uma missão lá. No entanto, Steele logo descobriu que os cativos do Amistad pertenciam a sete tribos diferentes, algumas em guerra umas com as outras. Todos os chefes eram traficantes de escravos e autorizados a reescravizar os libertos. Essas descobertas levaram à decisão de que a missão deveria começar em Serra Leoa, sob a proteção dos britânicos. | ” |

Junto com vários missionários, em 1842, os 35 africanos sobreviventes retornaram à Serra Leoa, tendo o outro morrido no mar ou enquanto aguardava julgamento. Os americanos construíram uma missão na terra dos Mende, no sul de Serra Leoa. Ex-membros do Comitê Amistad mais tarde fundaram a American Missionary Association, uma organização evangélica integrada que continuou a apoiar tanto a missão quanto o movimento abolicionista.
No anos seguintes, o governo espanhol continuou a pressionar os Estados Unidos por uma compensação por seu navio, carga e os escravizados. Vários legisladores do sul do país ingressaram com resoluções no Congresso dos Estados Unidos para destinar dinheiro para tal pagamento ao governo espanhol, mas não conseguiram aprovação, embora fosse apoiado pelos presidentes James K. Polk e James Buchanan. Joseph Cinqué retornou à África. Em seus últimos anos, ele teria retornado à missão e abraçado novamente o cristianismo. Pesquisas históricas recentes sugerem que as alegações do envolvimento posterior de Cinqué no comércio de escravos são falsas.
No Caso Creole, em 1841, o governo dos Estados Unidos lidou com outra rebelião em um navio, em uma situação semelhante à do Amistad. O governo americano proibira o comércio de escravos em 1808, mas acabou com a escravidão em seu território apeans em 1865 com a criação da 13ª Emenda da Constituição. O estado de Connecticut assinou uma leia que gradualmente abolia a escravidão em 1797, onde crianças que nasceram escravizadas eram agora livres, mas teriam que trabalhar como aprendizes até a vida adultas. Os últimos escravizados foram libertados em 1848.

### Cultura popular

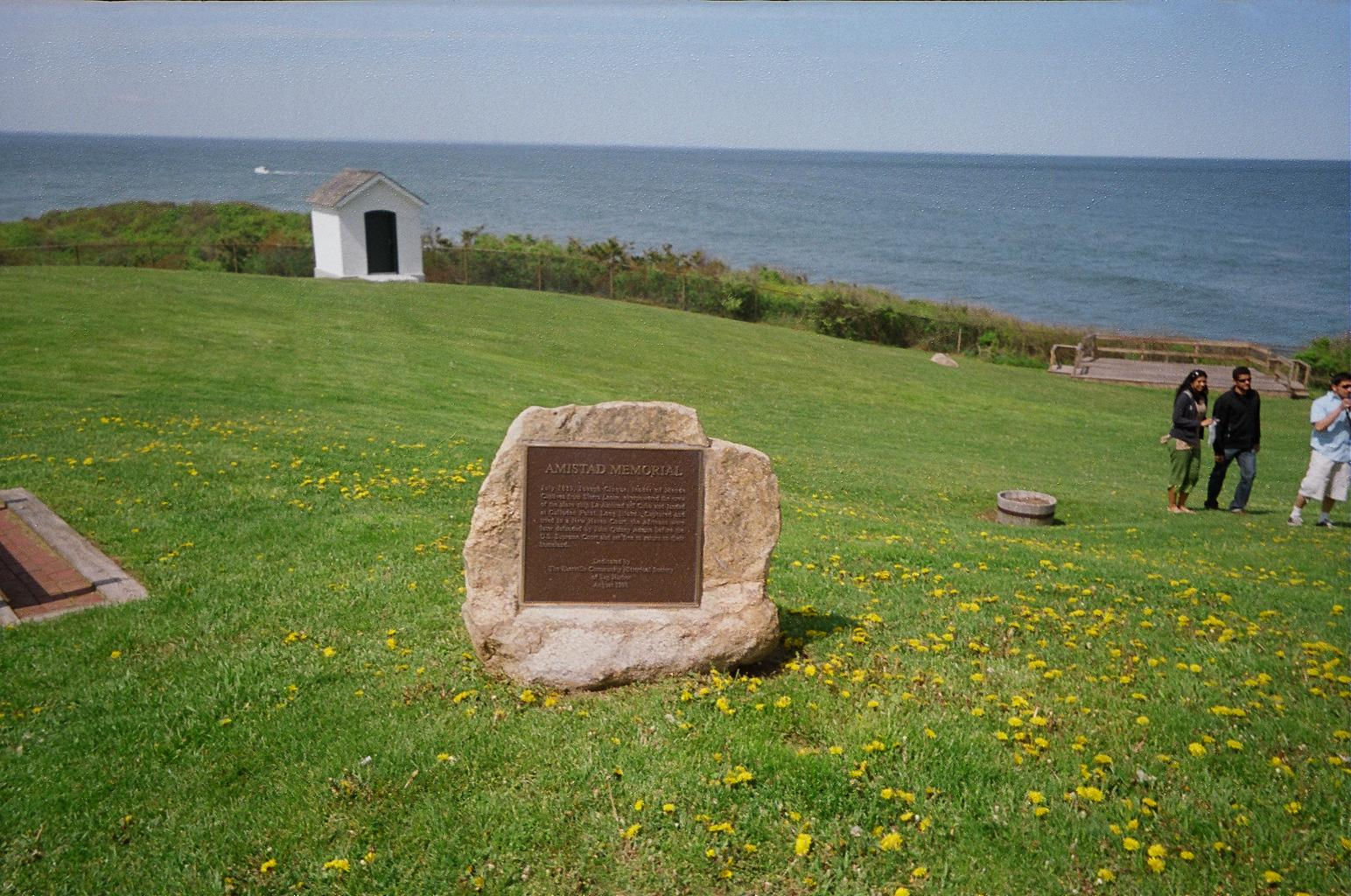
Memorial do caso Amistad no Parque Estadual Montauk Point, em Long Island.

A revolta de escravos a bordo do Amistad, pano de fundo do tráfico de escravos e seu posterior julgamento, é recontada no célebre poema de Robert Hayden intitulado Middle Passage, publicado pela primeira vez em 1962. Em 1987, o pesquisador Howard Jones publicou um dos primeiros livros a respeito, Mutiny on the Amistad: The Saga of a Slave Revolt and Its Impact on American Abolition, Law, and Diplomacy.
O filme Amistad (1997) se baseou nos eventos da revolta e nas deliberações da corte, além de usar o livro de Howard Jones na composição do roteiro.
O artista plástico afro-americano Hale Woodruff pintou murais retratadno os eventos relacionados com a revolta à bordo do The Amistad, em 1938, para o Talladega College, no Alabama. Uma estátua de Cinqué, esculpida por Ed Hamilton, foi disposta ao lado do prédio da prefeitura em New Haven, Connecticut, em 1992.
Em 2000, uma réplica do navio foi despachada de Mystic, Connecticut. A Sociedade Histórica de Farmington, também em Connecticut, oferece visitas guiadas pelas residências onde os africanos viveram antes de retornarem para casa. O Amistad Research Center, na Universidade Tulane, em Nova Orleans, Louisiana, tem várias fontes de pesquisa sobre a escravidão, abolição e a população afro-americana.